# 泰茲納赫特
30°34′38″N 7°12′17″W / 30.577291°N 7.204832°W

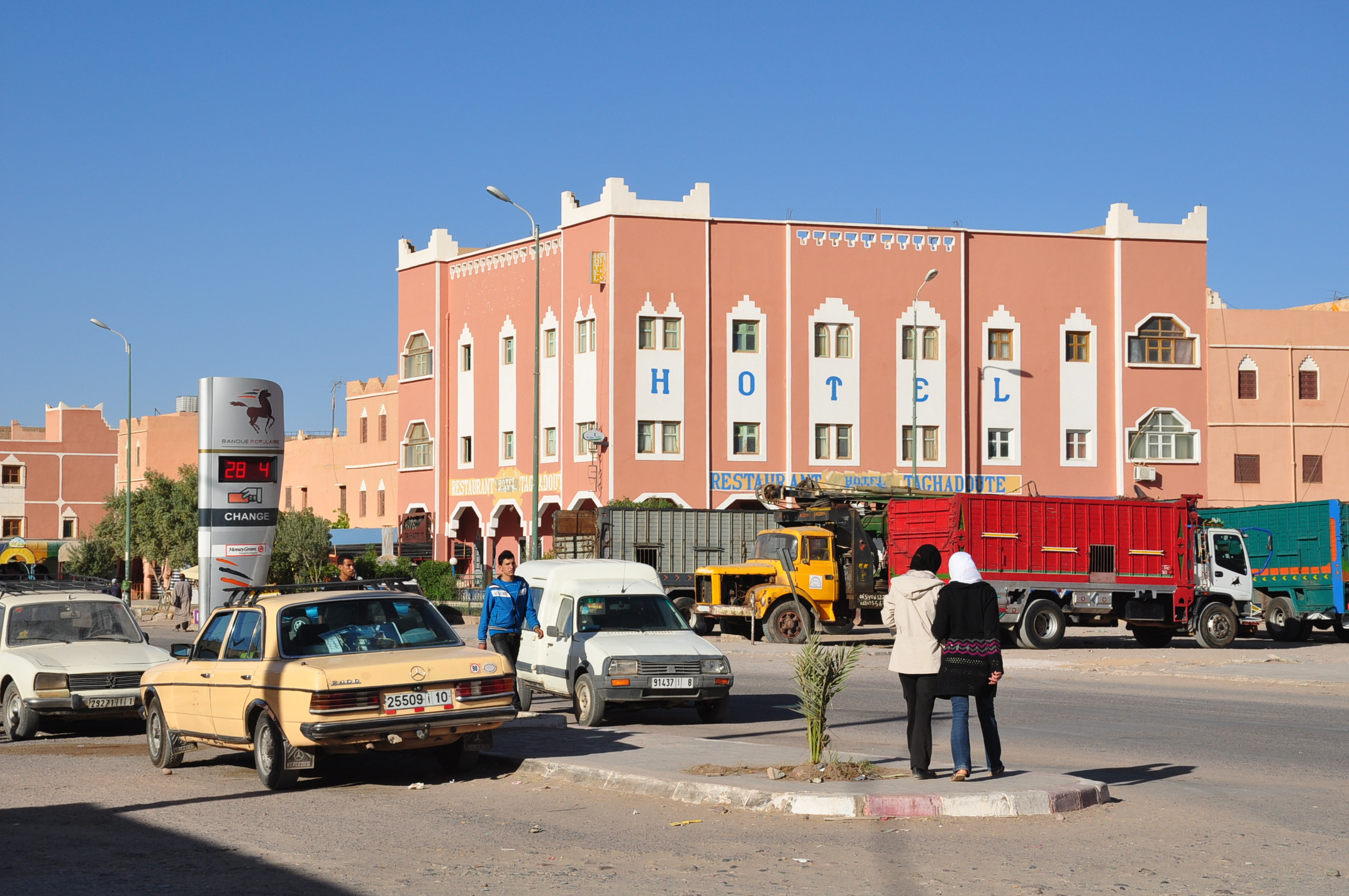

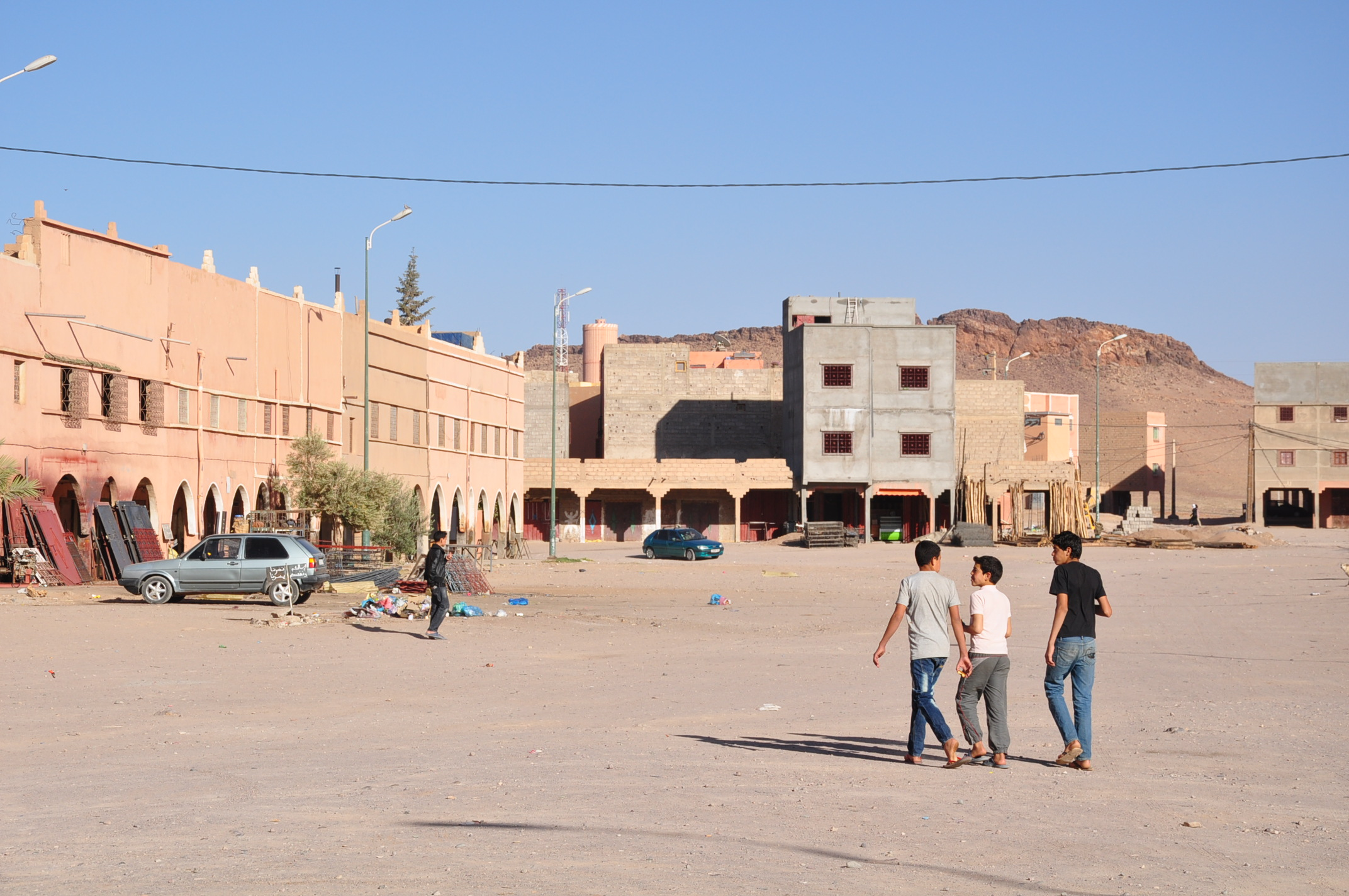

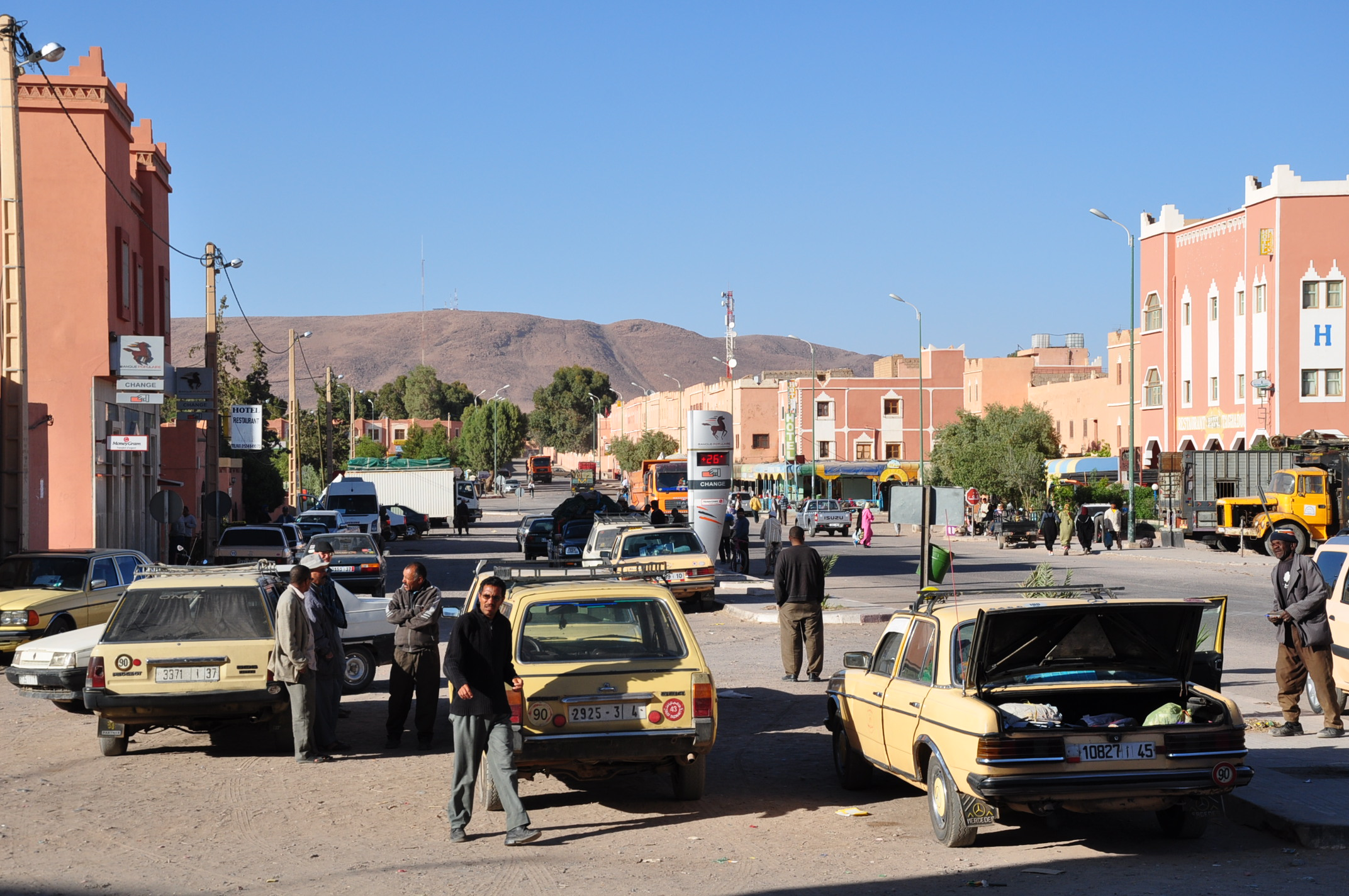

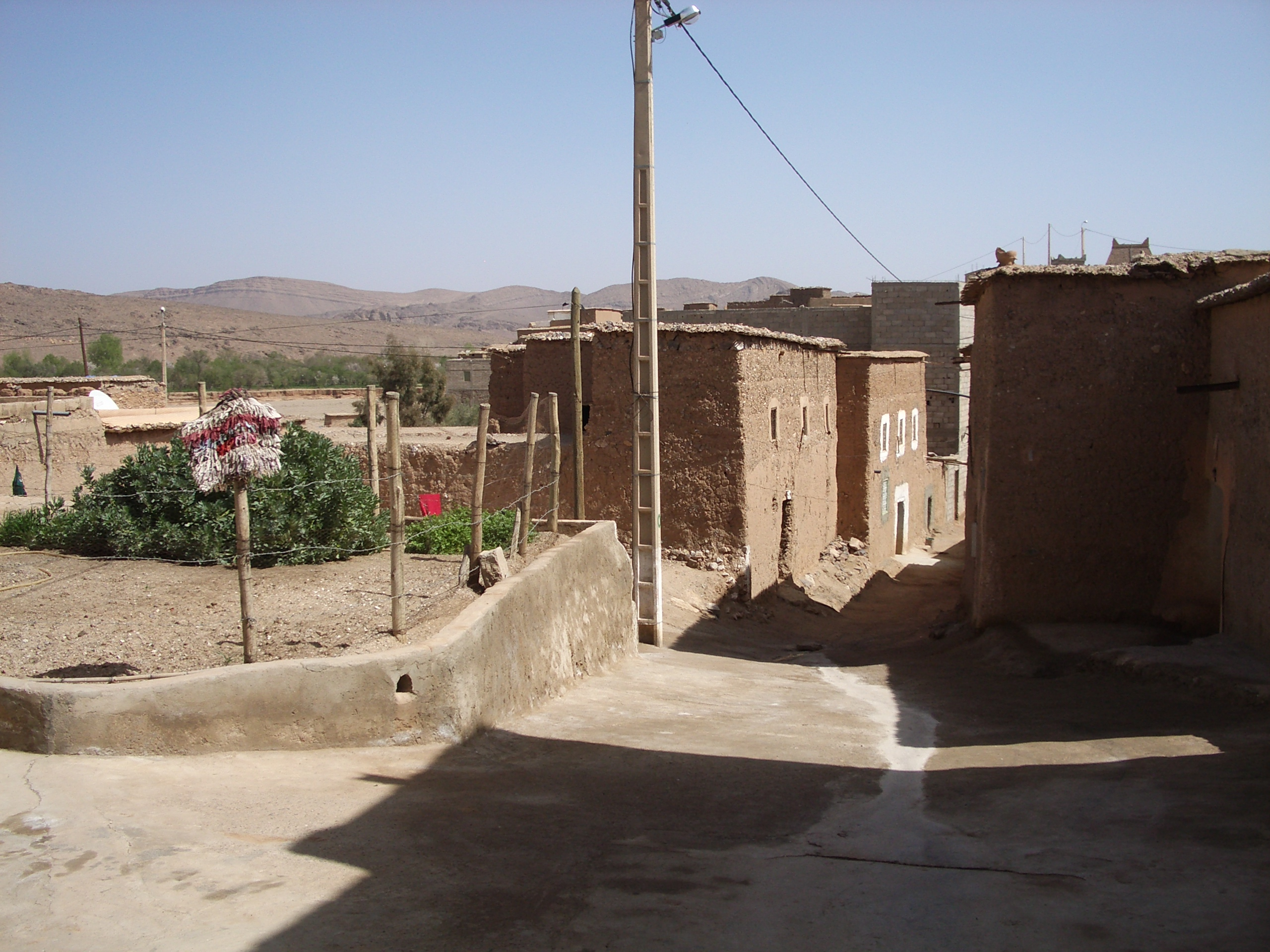

泰茲納赫特（阿拉伯语：‎）是摩洛哥的城鎮，位於該國東北部德拉-塔菲拉勒特大區，由瓦爾扎扎特省負責管轄，面積23.3平方公里，海拔高度1,405米，2014年人口7,281，人口密度每平方公里312人。